# Drosophila parabipectinata
Drosophila parabipectinata är en tvåvingeart som beskrevs av Bock 1971. Drosophila parabipectinata ingår i släktet Drosophila och familjen daggflugor.
Artens utbredningsområde är Sydostasien.